# Horemheb
Horemheb (đôi khi còn gọi là Horemhab hoặc Haremhab) là vị pharaon cuối cùng của Vương triều thứ 18 từ khoảng năm 1319 cho đến năm 1292 trước Công nguyên, hoặc là từ năm 1306 cho đến cuối năm 1292 trước Công nguyên (nếu như ông trị vì 14 năm) mặc dù ông không có họ hàng với các vị tiên vương và được tin là có nguồn gốc bình dân.
Trước khi trở thành pharaon, Horemheb là Tổng chỉ huy quân đội dưới các triều vua Tutankhamun và Ay. Sau khi lên ngôi, ông đã cải tổ Nhà nước và chủ trương xóa bỏ mọi di sản của thời kỳ Armana trước đó. Sử cũ coi ông là vị vua đã chấm dứt thời kỳ hỗn loạn của các vua thành Armana và mở ra một đế quốc mới cũng như thời kỳ Ramesses, đồng thời tiếp bước Ahmose I đưa Ai Cập quay trở về với các giá trị truyền thống của Vương triều thứ 18. Song, bất chấp tầm quan trọng của ông trong lịch sử, Horemheb đã trở thành một pharaon bị quên lãng, theo như cuốn sách Horemheb: The Forgotten pharaon  (2009) của Charlotte Booth.
Horemheb đã phá hủy các tượng đài của Akhenaten, và dùng tàn tích của chúng cho việc thực thi các công trình xây dựng của chính ông, và cướp đoạt các công trình của Tutankhamun và Ay. Có lẽ Horemheb không có con và ông đã bổ nhiệm quan Tể tướng Paramesse làm người kế vị ông - đó là vua Ramesses I sau này. Quyết sách này đã dẫn tới sự lên ngôi của Ramesses II - một trong những ông vua nổi tiếng nhất trong lịch sử Ai Cập. Có lẽ từ nhỏ Ramesses II - cháu nội của Ramesses I, đã được yết kiến và kính nể Horemheb, do đó sau khi lên làm vua Ramesses II đã tổ chức nhiều hoạt động tôn thờ Horemheb. Dù các sử liệu thời hiện đại luôn mở đầu Vương triều thứ 19 với Ramesses I, tác giả Booth coi Horemheb thực sự là vị vua sáng lập Vương triều này.

## Tuổi trẻ
Horemheb được tin là xuất thân từ vùng Herakleopolis Magna hay Hnes cổ xưa (ngày nay là Ihnasya el-Medina) ở bờ tây sông Nin gần lối vào thành phố Fayum do bản thông cáo về sự đăng cơ của ông chính thức ghi công Thần Horus vùng Hnes đã đưa ông lên ngôi báu.

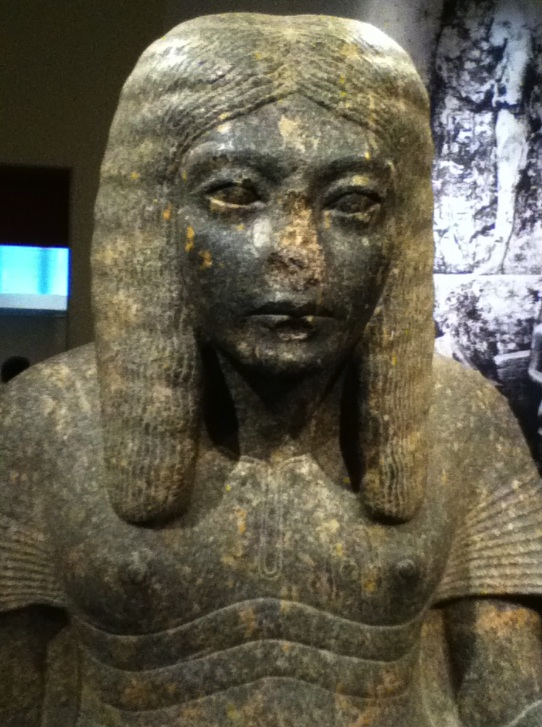
Một bức tượng Horemheb khi còn làm thư lại.

Người ta không rõ danh tính cha mẹ ông nhưng ông thường được cho là có gốc gác bình dân. Theo nhà Ai Cập học người Pháp Nicolas Grimal (tại Sorbonne), Horemheb không phải là Paatenemheb - vị Tổng tư lệnh quân đội thời Akhenaten. Thuở bé, như bao đứa trẻ, hẳn là Horemheb đã được nghe kể về chiến tích của các vị vua vĩ đại trước kia, và điều đó đã ảnh hưởng tới các chính sách của ông khi làm nhà ngoại giao và vua. Grimal nêu rõ rằng sự nghiệp chính trị của Horemheb mở đầu dưới thời Tutankhamun khi ông "được vẽ bên cạnh nhà vua trong nhà nguyện tại mộ ông ở Memphis."
Trong giai đoạn đầu tiên được biết đến của cuộc đời ông, Horemheb giữ chức "phát ngôn viên Hoàng gia về đối ngoại [của Ai Cập]" và đích thân dẫn đầu một phái bộ ngoại giao tới thăm các quan Tổng trấn xứ Nubia. Để đáp lại chuyến thăm viếng ấy, "Vương hầu xứ Miam (Aniba)" đã đến tiếp kiến Triều đình Tutankhamun, "một sự kiện [được] đề cập trong ngôi mộ của Phó vương Huy." Horemheb nổi lên "như diều gặp gió" dưới triều vua Tutankhamun, trở thành Tổng tư lệnh Quân đội, và quân sư của pharaon. Các tước hiệu đặc thù của Horemheb được vẽ phác tại ngôi mộ của ông ở Saqqara vốn đã được xây dựng khi ông chỉ còn là quan viên.
Lúc Tutankhamun mất khi còn là một thiếu niên, Horemheb đã chính thức được vị ấu chúa phong làm rpat hay iry-pat (hiểu là "Người kế thừa hoặc là Thái tử") và idnw ("Đại diện của Đức Vua" trên toàn quốc); những tước vị này được tìm thấy trong ngôi mộ kiểu Memphis (khi ấy còn là nấm mồ riêng tư của Horemheb) tại Saqqara có niên đại từ thời Tutankhamun.
Tước vị iry-pat (Hoàng tử kế vị) rất hay được dùng trong ngôi mộ của Horemheb ở Saqqara nhưng không đi kèm với một từ nào khác. Khi tước vị này sử dụng riêng, nhà Ai Cập học Alan Gardiner nhận thấy rằng iry-pat chứa đựng những đặc thù của việc thừa tự hợp pháp mà có thể đồng nhất với việc lựa chọn "Thái tử." Điều này có nghĩa là Tutankhamun đã chính thức công nhận Horemheb là người kế ngôi chứ không phải là Ay - sau là vua kế tục của Tutankhamun.